# Xerocomellus porosporus
Xerocomellus porosporus (Louis Imler, 1958 ex Roy Watling, 1968) Josef Šutara, 2008), sin. Boletus porosporus (Louis Imler, 1958 ex Roy Watling, 1968), Xerocomus porosporus (Louis Imler, 1958), din încrengătura Basidiomycota în familia Boletaceae și de genul Xerocomellus, este o specie răspândită de ciuperci comestibile care coabitează, fiind un simbiont micoriza (formează micorize pe rădăcinile de arbori). O denumire populară nu este cunoscută (cea a etnobotanistului Constantin Drăgulescu (n. 1949), anume hrib lucios, nu poate fi corectă, pentru că pălăria buretelui este catifelată, cu cuticula repede crăpată și în nici un caz lucioasă). În România, Basarabia și Bucovina de Nord trăiește de la câmpie la munte aproape mereu în grupuri și șiruri mai mici, prin luminișuri ierboase în păduri de foioase și în cele mixte cu predilecție sub stejari, dar, de asemenea, pe lângă Carpeni și fagi. Timpul apariției este din iunie până în noiembrie.

## Taxonomie
Numele binomial a fost creat de botanistul belgian Louis Imler, (1900-1993) drept Xerocomus porosporus în volumul 74 al jurnalului micologic Bulletin de la Société mycologique de France din 1958 care a fost transferat la genul Boletus sub păstrarea epitetului de micologul scoțian Roy Watling (n. 1938) în volumul 28 al jurnalului botanic Notes from the Royal Botanical Garden Edinburgh (confirmat de micologii Gabriel Moreno și Marcel Bon în 1977), un taxon care mai apare în cărți micologice.
În sfârșit, după ce, în 1990, micologul italian Marco E. Contu a redenumit specia din nou în Xerocomus porosporus, micologul ceh Josef Šutara (n. 1943) a determinat taxonul valabil până în prezent (2021), anume Xerocomellus porosporus, de verificat în volumul 60 al jurnalului Czech Mycology din 2008.
Epitetul specific este derivat din cuvintele grecești (greacă veche πόρος=por) și (greacă πορώδης= găurit, poros), datorită aspectului porilor.

## Descriere

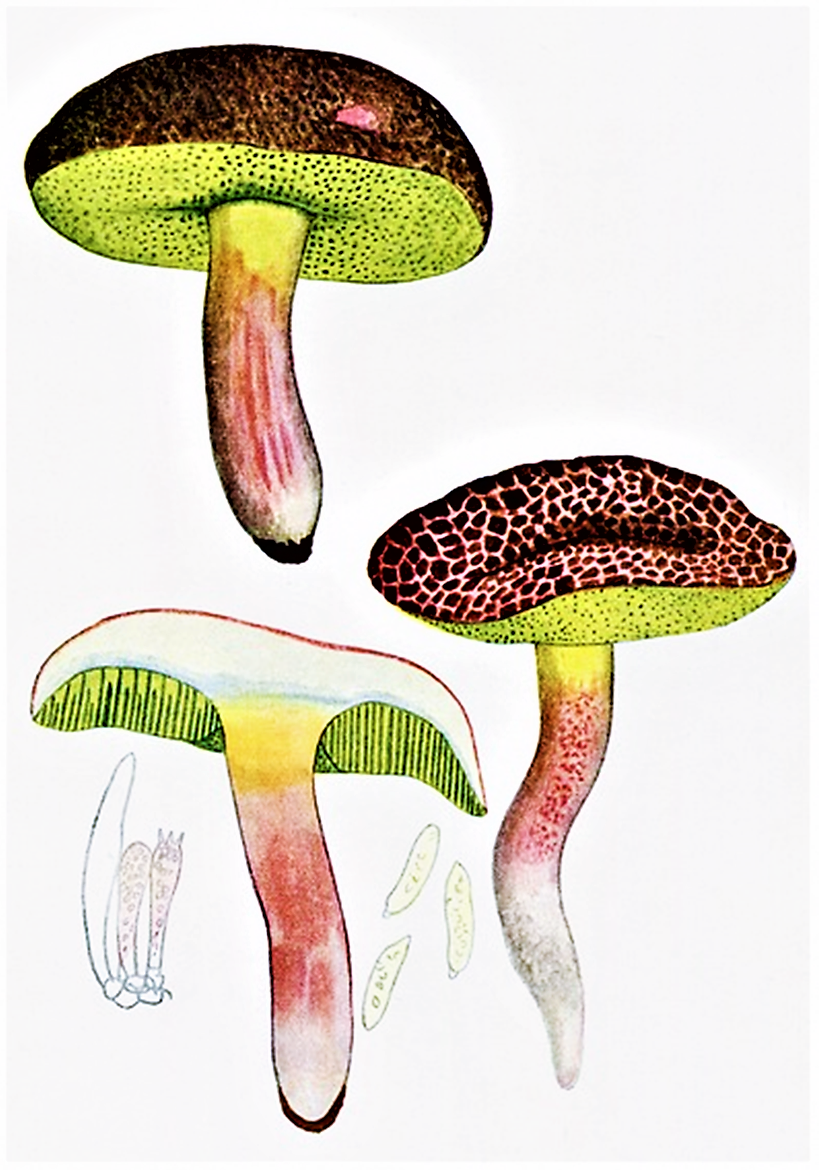
Bres.: B. chrysenteron, foarte similar

- Pălăria: are un diametru de 4-7 (9) cm, este cărnoasă, inițial semisferică cu bordură răsfrântă în jos, apoi convexă, la bătrânețe plană cu marginea ondulată și despicată. Cuticula este pâslos-catifelată, uscată și devreme brăzdată de crăpături adânci prin care se poate observa carnea gălbuie (nu roșiatică). Coloritul variază, el poate fi: gri-brun, bej-maroniu sau brun-gălbui, chiar și brun-măsliniu.
- Tuburile și porii: sporiferele galbeni-limonii și la bătrânețe măsliniu-verzui sunt relativ lungi, aderente la picior, devenind cu vârsta bombate. Porii destul de largi sunt neregulat colțuroși, diferiți ca formă și de aceiași culoare cu tuburile pentru ca apoi din cauza sporilor să treacă și ei în verzui-măsliniu. La atingere se învinețesc în albăstriu sau albastru-verzui. Coloritul este niciodată roșu.
- Piciorul: neted și uscat cu o înălțime de 6-10 cm și o lățime de 2-3 cm este cilindric, spre bază îngroșat, ocazional chiar bont și plin pe dinăuntru. Coloritul suprafeței este gri-albicios până gri-gălbui, de obicei fără nuanțe roșiatice și cu pete longitudinale sumbre, gri-negricioase, aproape negre, în special spre bază. Nu prezintă nici un inel și nici un bulb la bază.
- Carnea: de culoare gălbuie, la ciuperci tinere în centru roșiatică, este tare și elastică, dar în pălărie se înmoaie foarte repede, fiind , din păcate, foarte des infestată de viermi. Dacă este tăiată se albăstrește deasupra tuburilor sporifere, albind însă deja după scurt timp. Mirosul, inițial aproape imperceptibil, devine la maturitate ciupercos-fructuos, unii spun „de pădure”, gustul fiind plăcut și dulceag, nu amărui.[4][5]
- Caracteristici microscopice: are sporii ocru-gălbui, netezi, elipsoidali, truncați, cu teșituri, zebrați, cu una până la trei picături groase în interior și cu o mărime de 12-16 x 5-6 microni. Pulberea lor este brun-măslinie. Basidiile cu 4 sterigme fiecare, clavate, puternic îngustate la bază și late în vârf, au o dimensiune de 30-40 x 13-15 microni. Pileocistidele (elemente sterile de pe suprafața pălăriei) constau din hife late, preponderent încrustate și septate.[12][13]
- Reacții chimice: nu sunt cunoscute.[14]

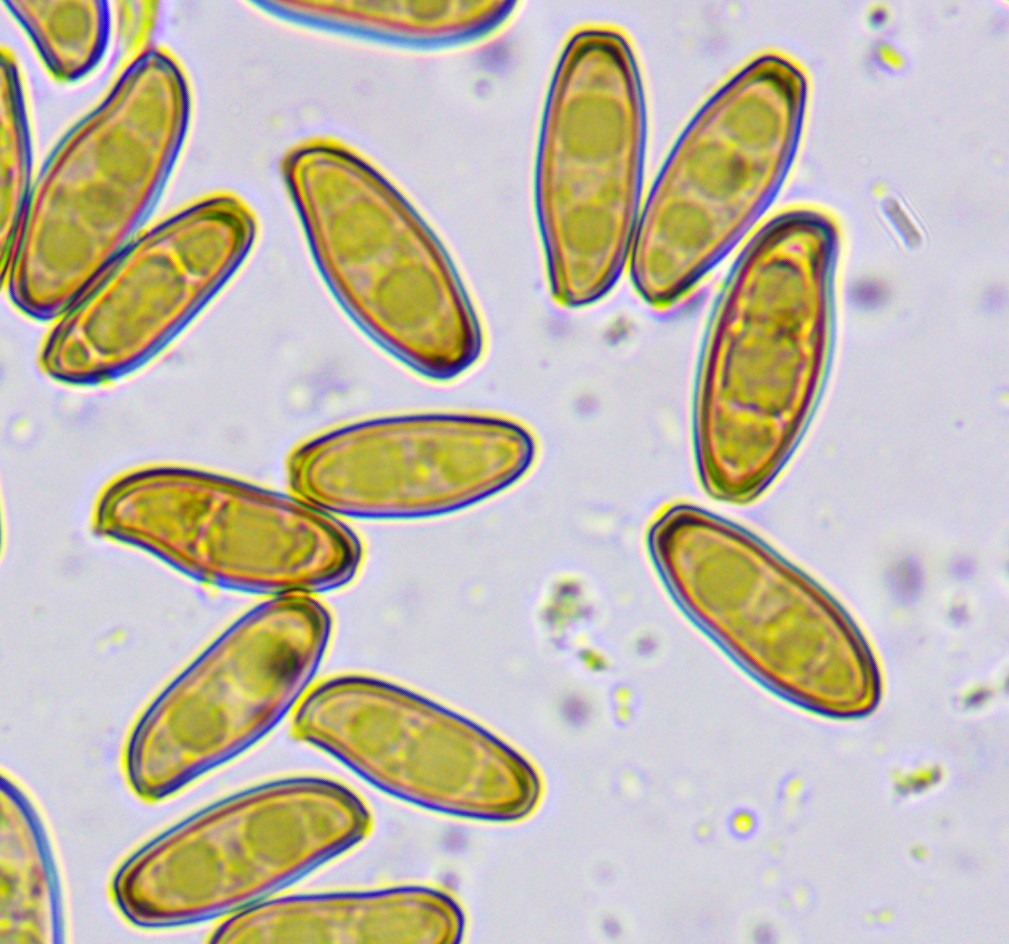
X. porosporus, spori din apropiere
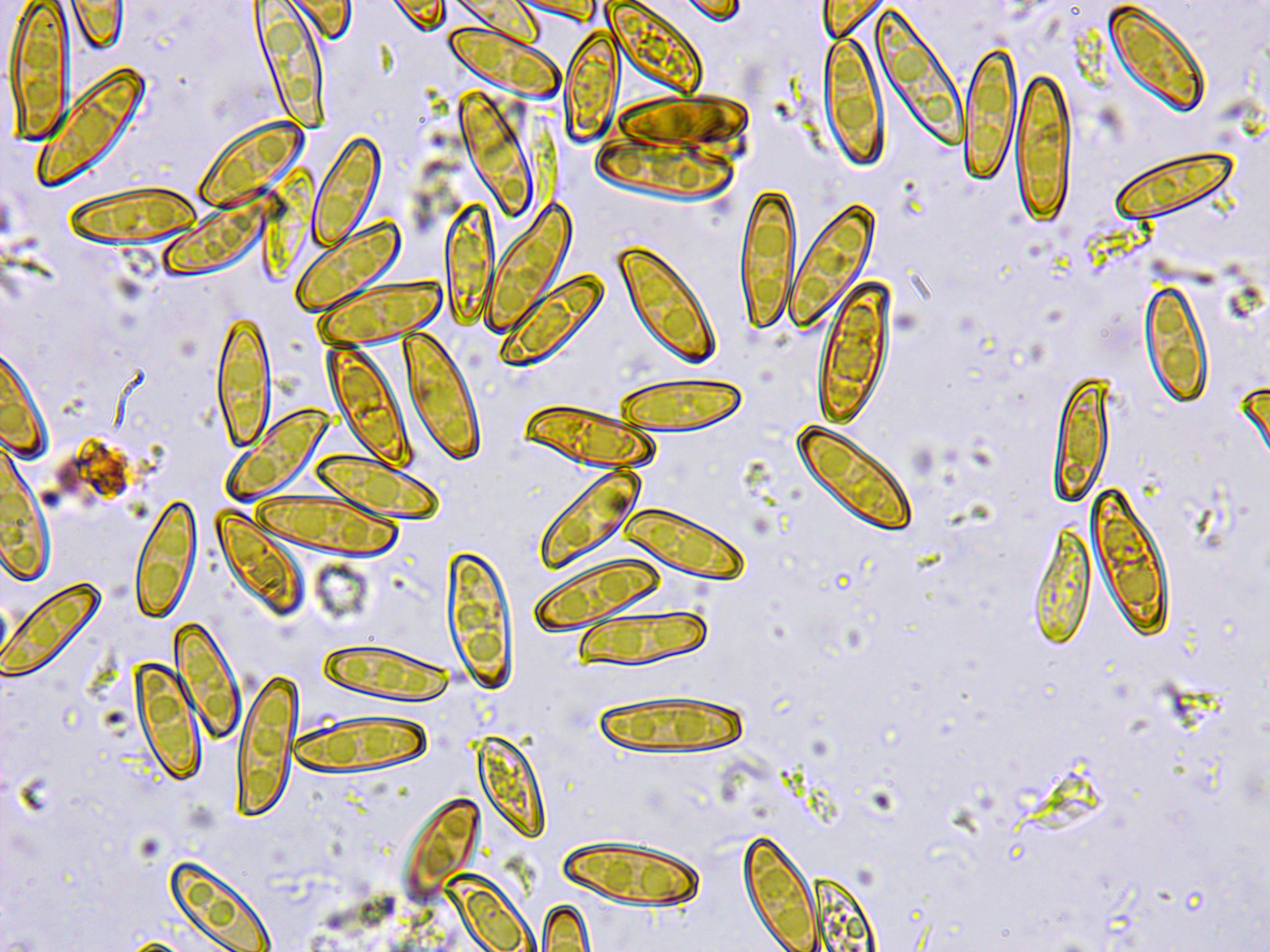
X. porosporus, spori
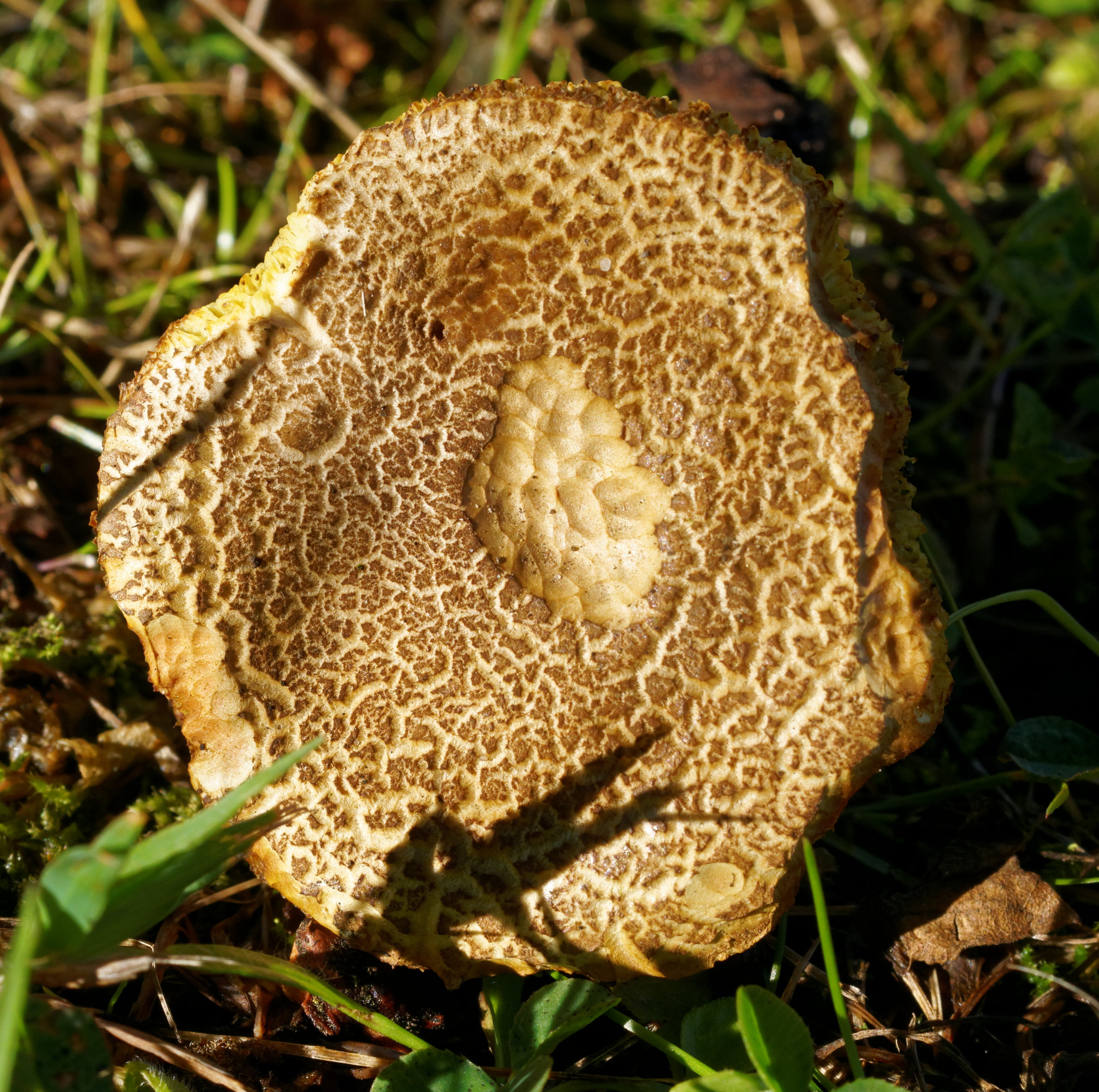
X. porosporus bătrân: pălărie
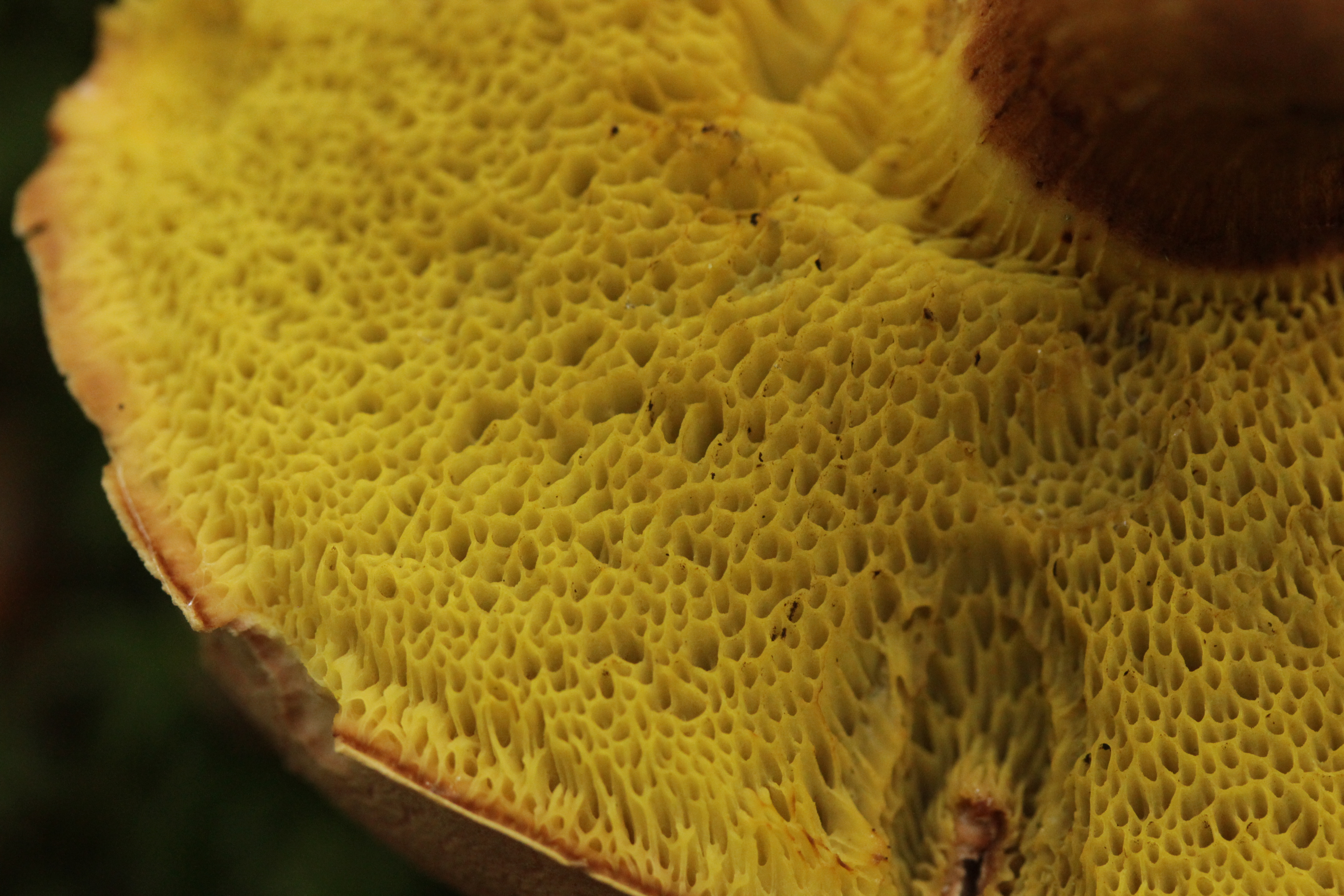
X. porosporus, porii din apropiere
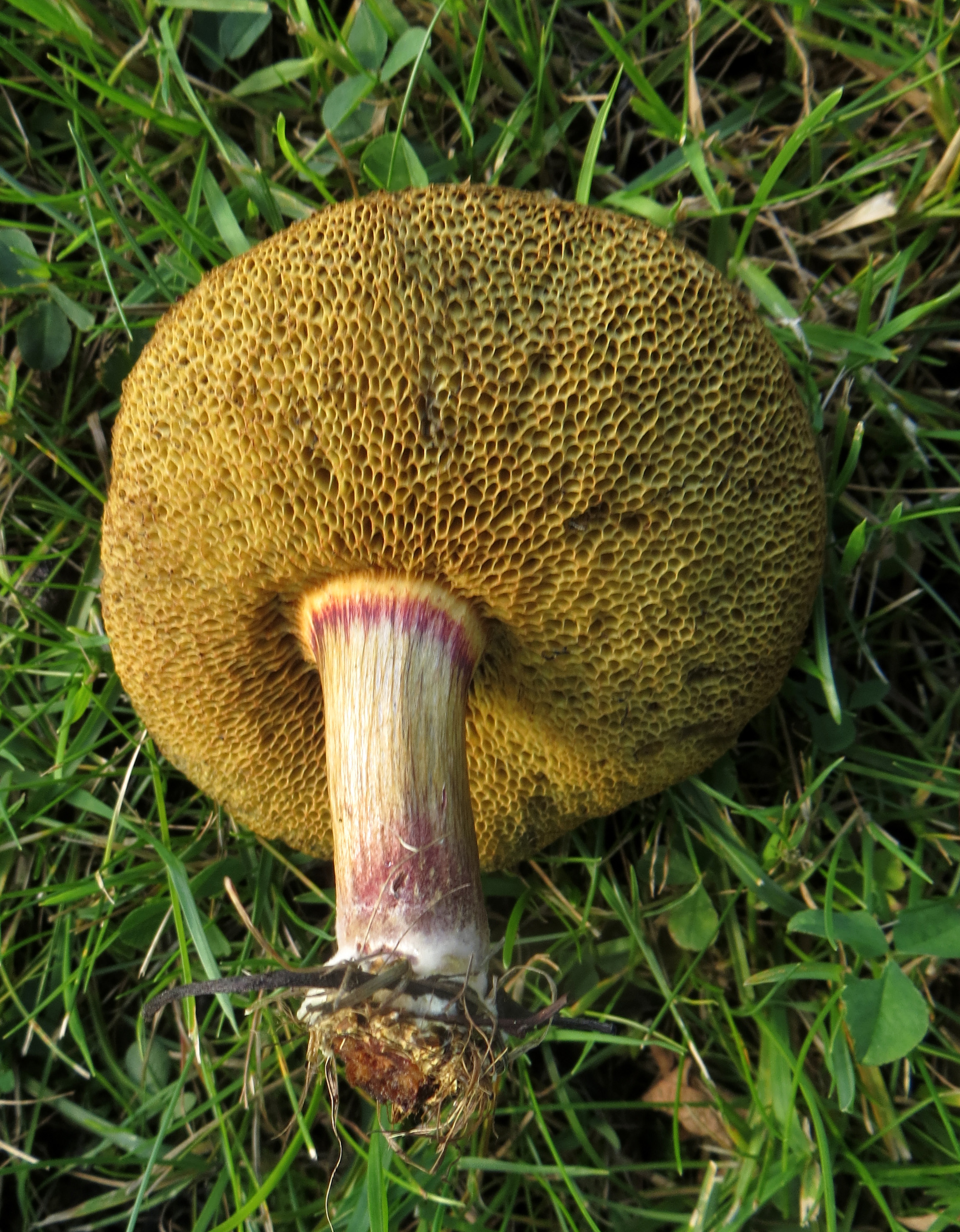
X. porosporus mai bătrân, pori
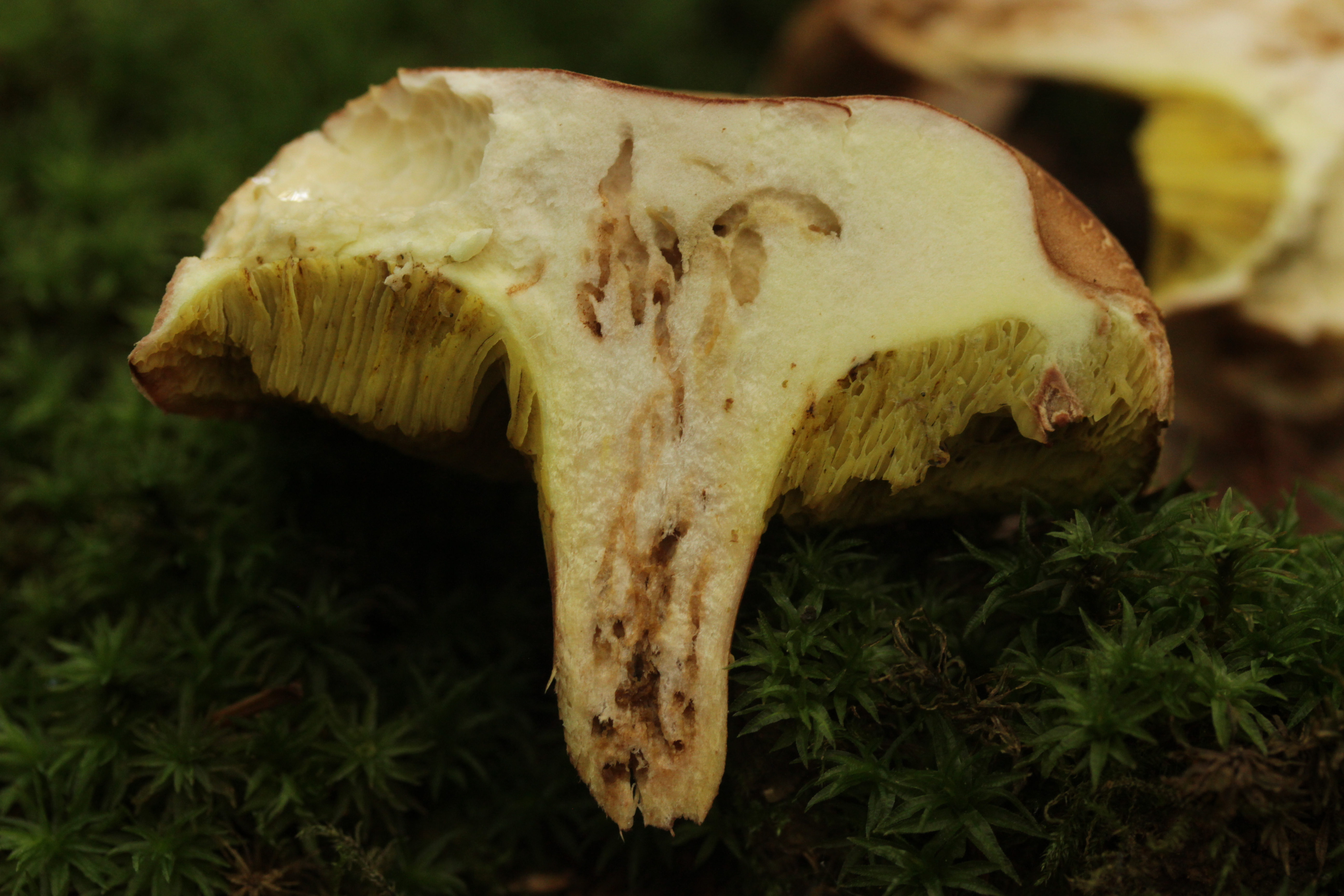
X. porosporus, secțiune longitudinală
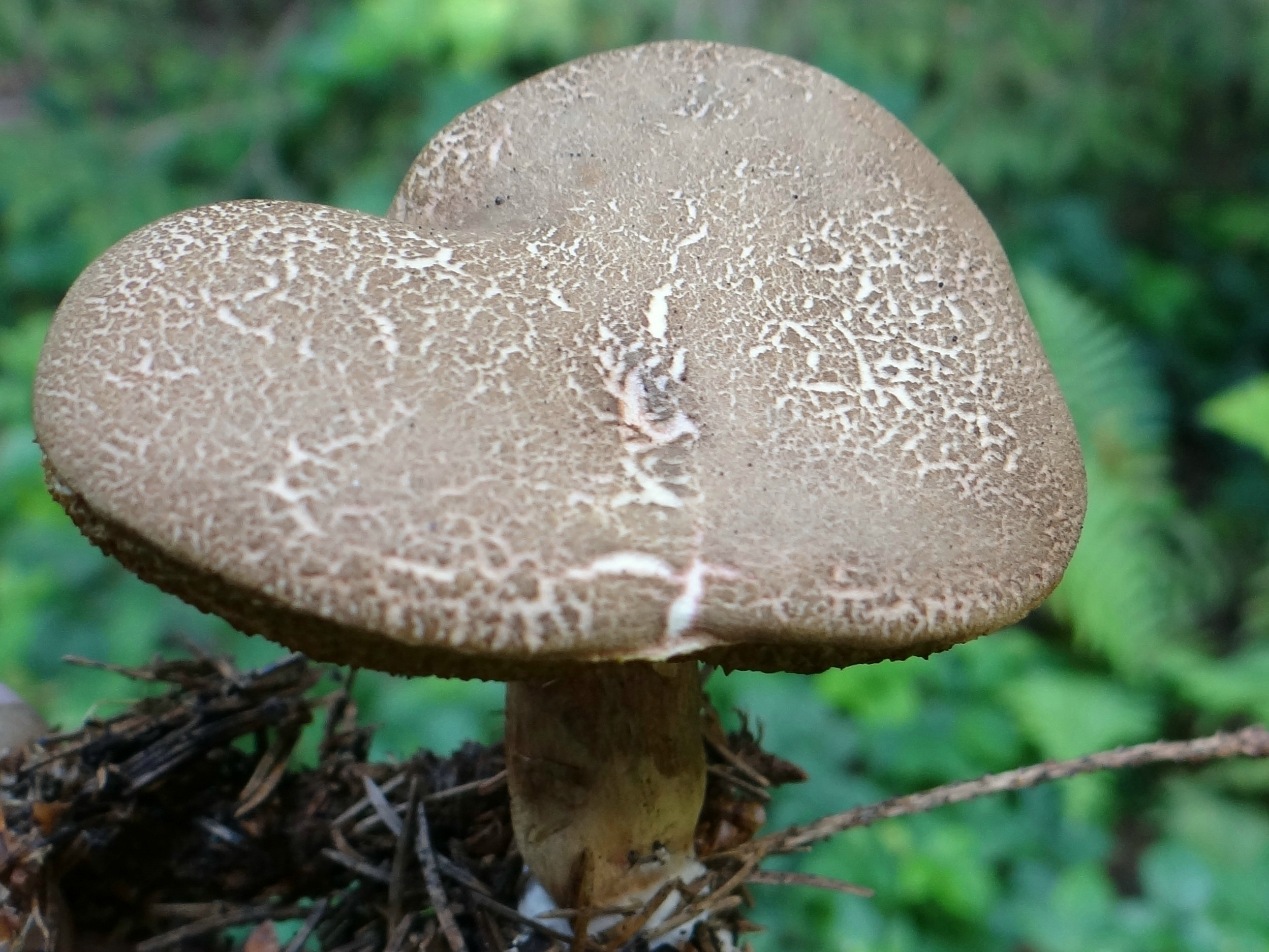
X. porosporus mai tânăr

## Confuzii
Buretele poate fi confundat numai cu alte specii comestibile, în primul rând cu gemenul său, Xerocomellus chrysenteron sin. Boletus chrysenteron, dar, de asemenea și cu: Boletus badius sin. Imleria badia, Boletus ferrugineus sin. Xerocomus ferrugineus, Boletus subtomentosus, Buchwaldoboletus lignicola sin. Pulveroboletus lignicola, Chalciporus piperatus, sin. Boletus piperatus, Gyrodon lividus, Gyroporus castaneus, Leccinellum crocipodium sin. Leccinum crocipodium (comestibil), Pseudoboletus parasiticus, Suillus bovinus, Suillus cavipes, Suillus granulatus, Xerocomellus chrysenteron sin. Boletus chrysenteron, Xerocomellus pruinatus sin. Boletus pruinatus, Xerocomus pruinatus (comestibil), Xerocomellus rubellus sau Xerocomellus zelleri sin. Boletus zelleri

## Specii asemănătoare

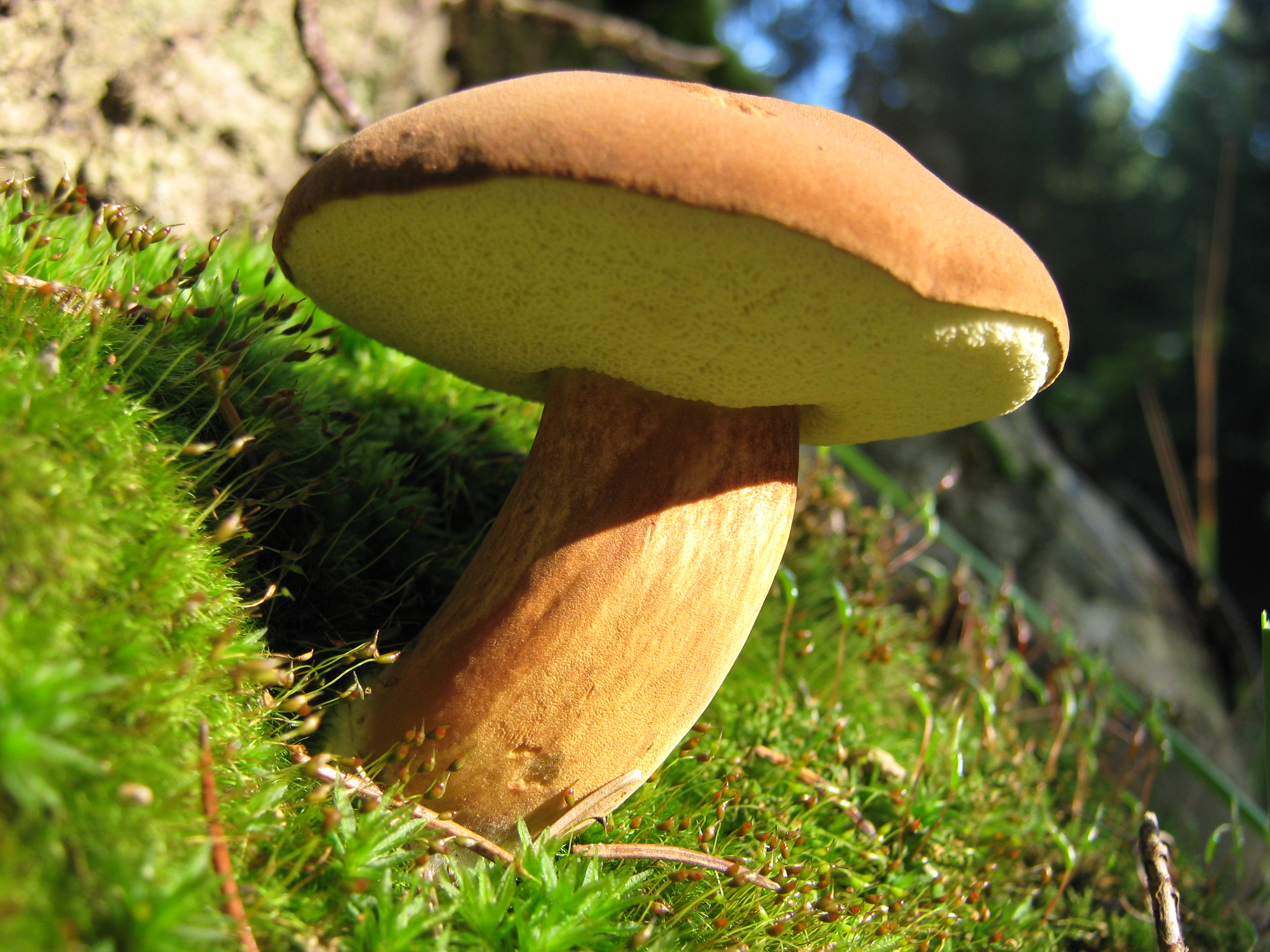
Boletus badius
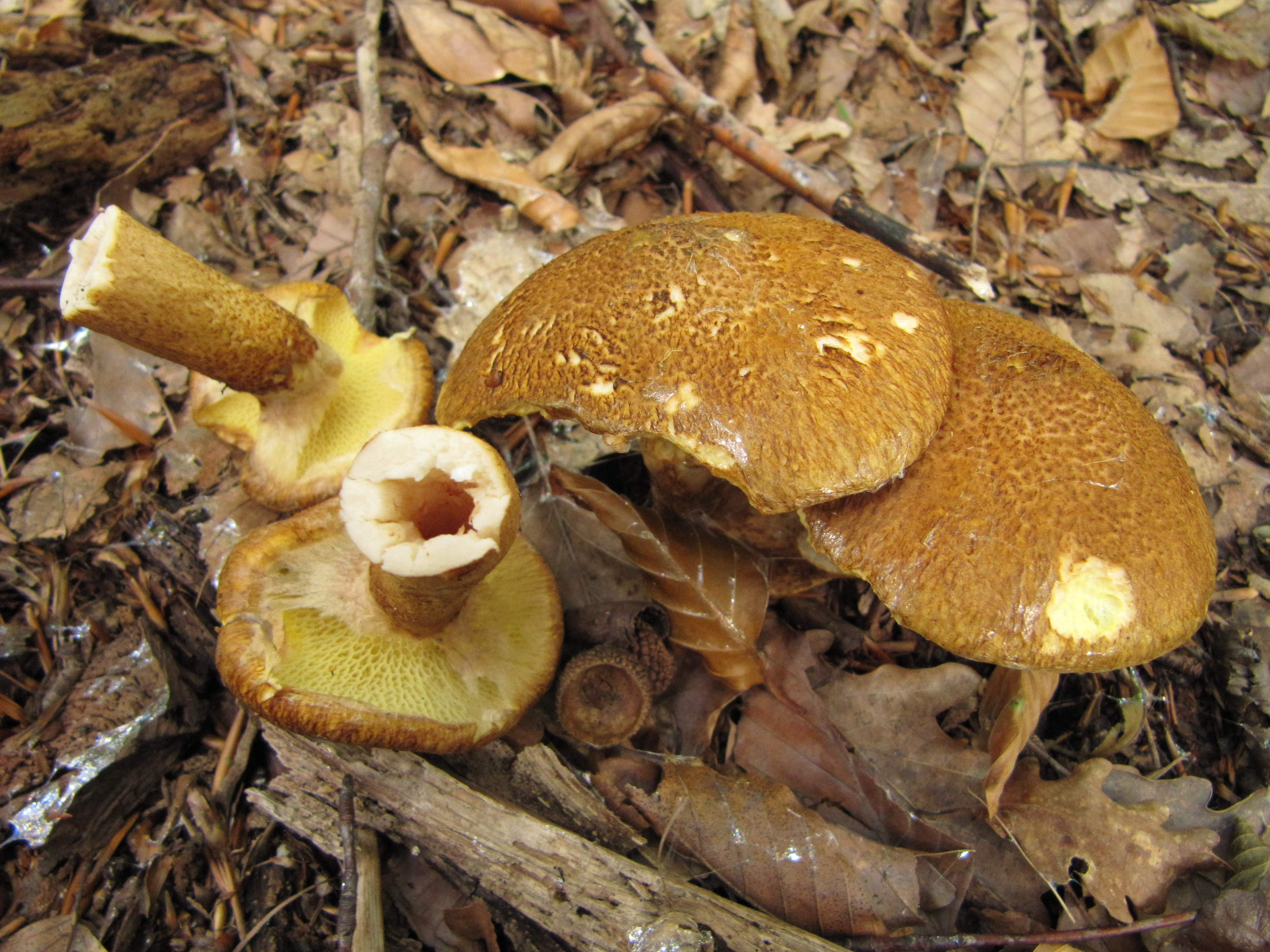
Boletus cavipes
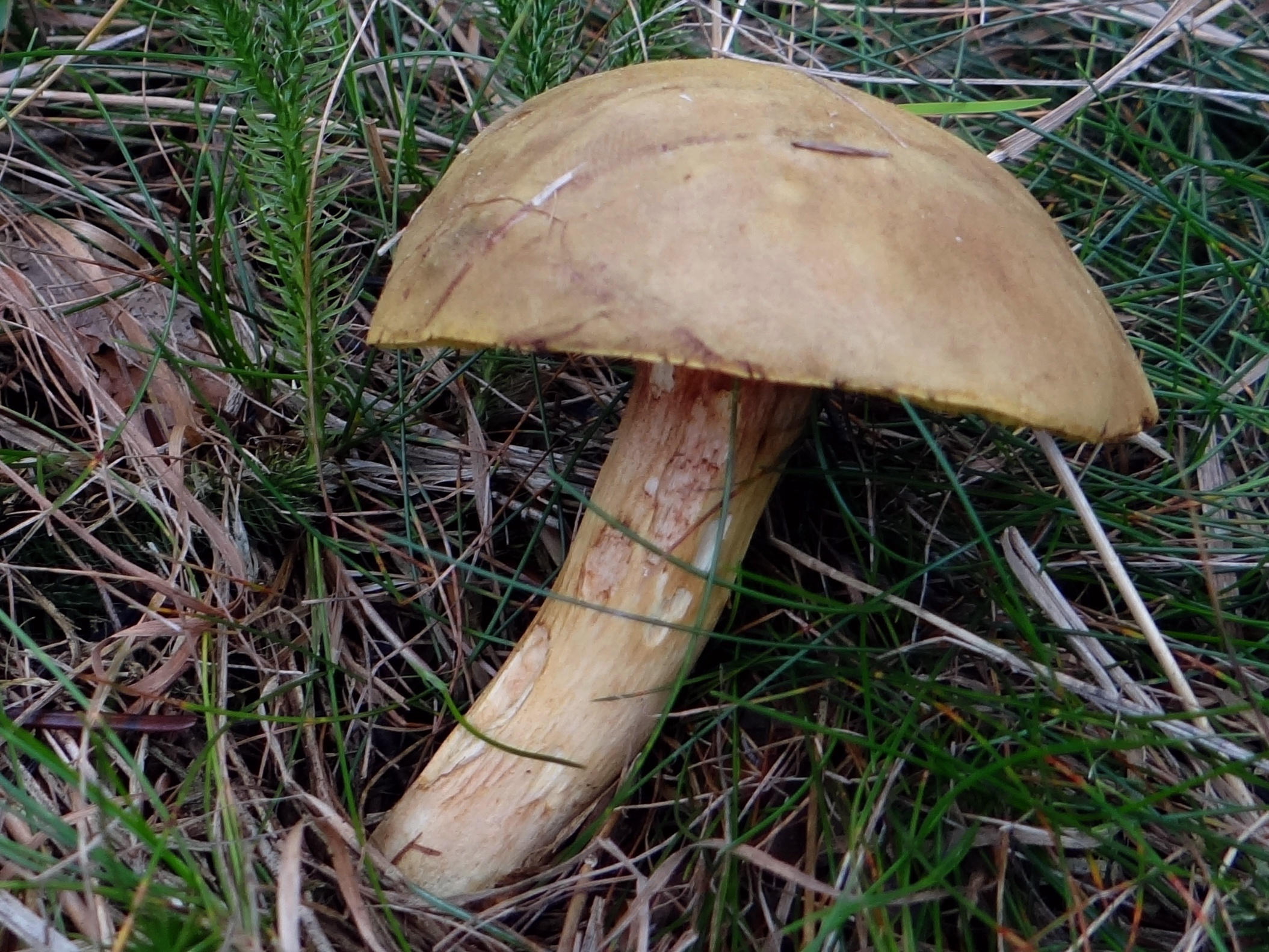
Boletus ferrugineus
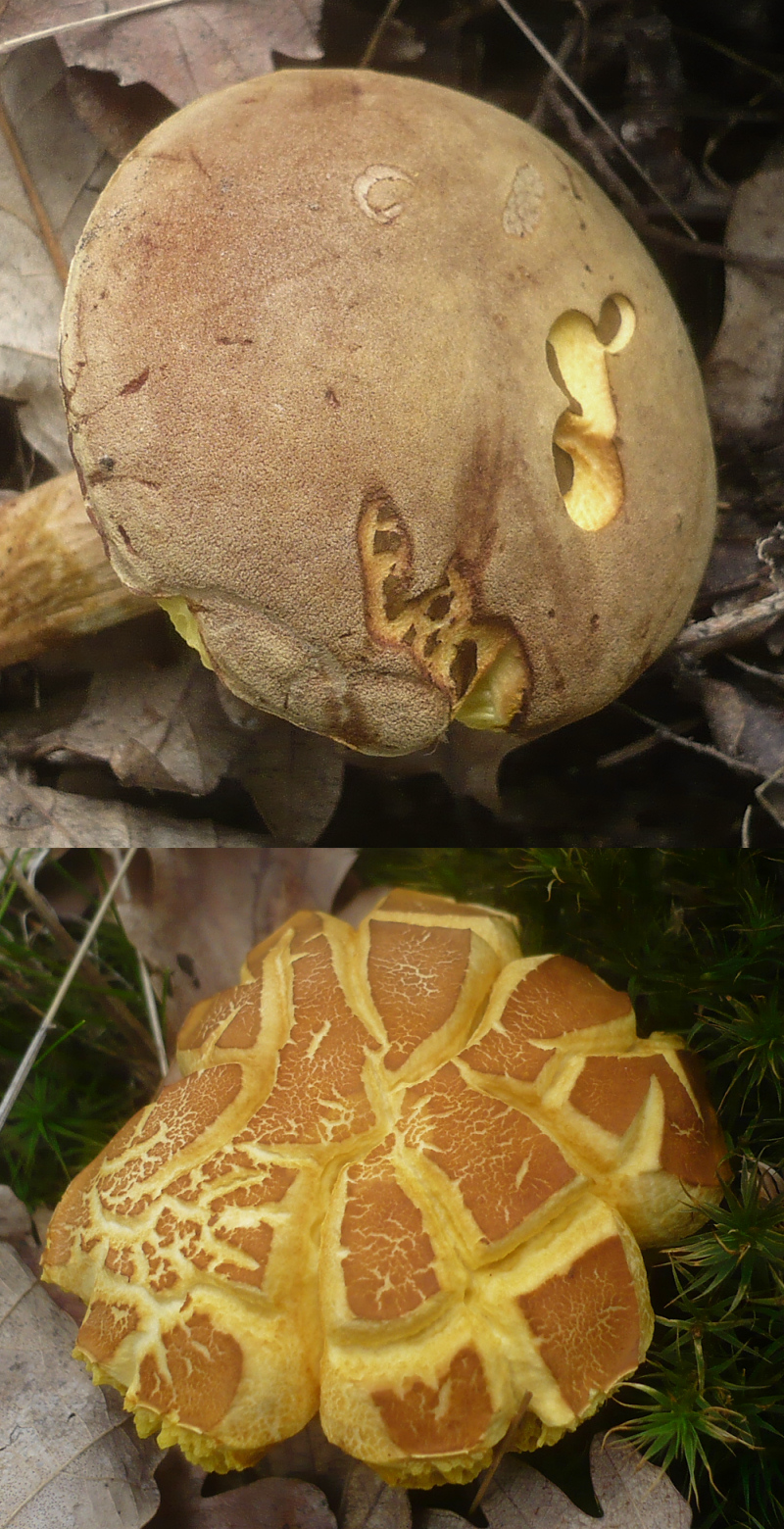
Boletus subtomentosus
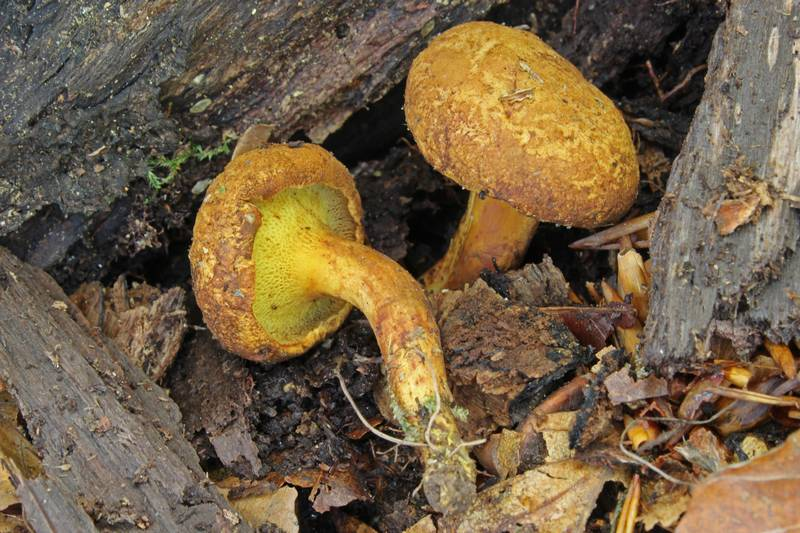
Buchwaldoboletus lignicola
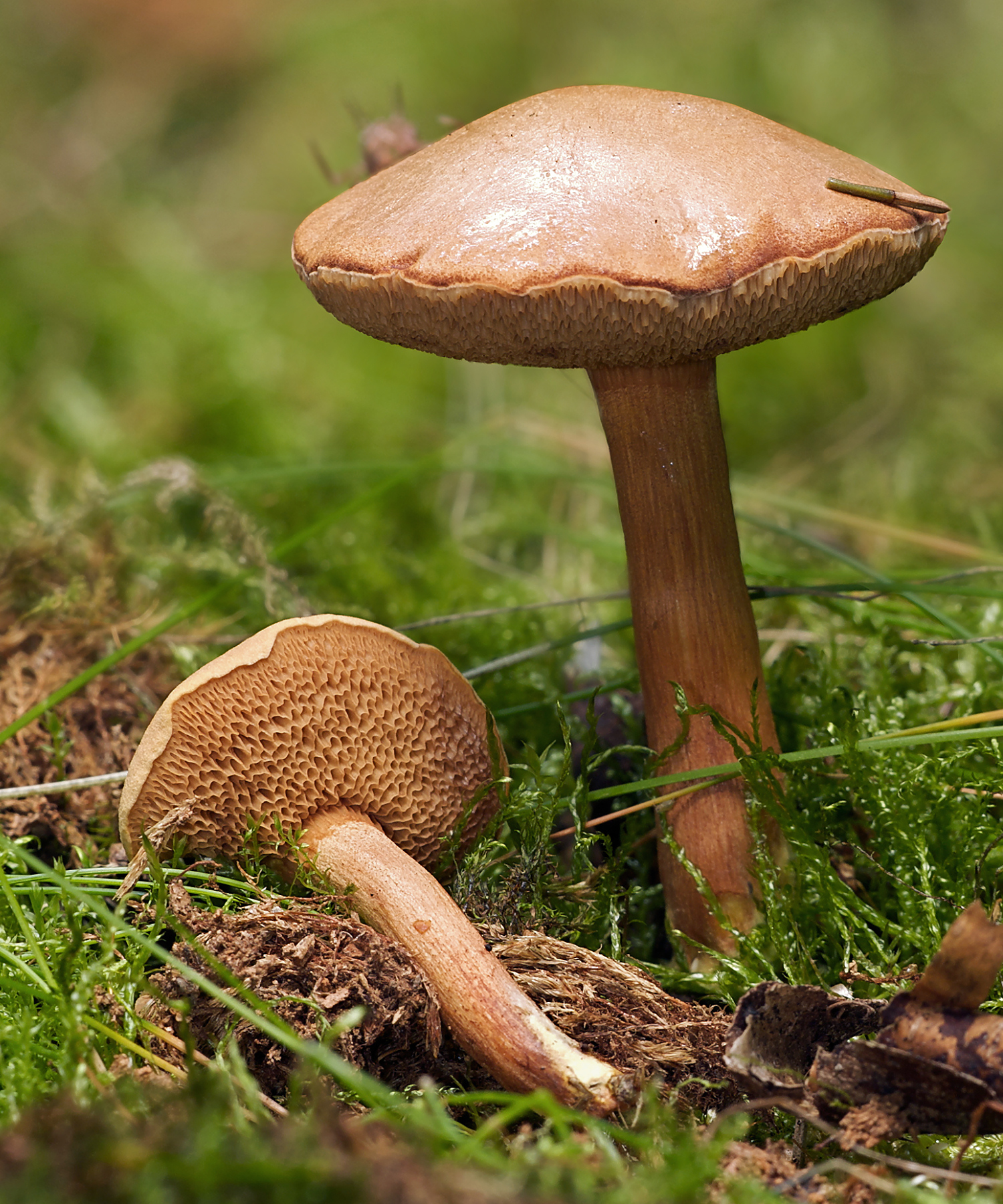
Chalciporus piperatus
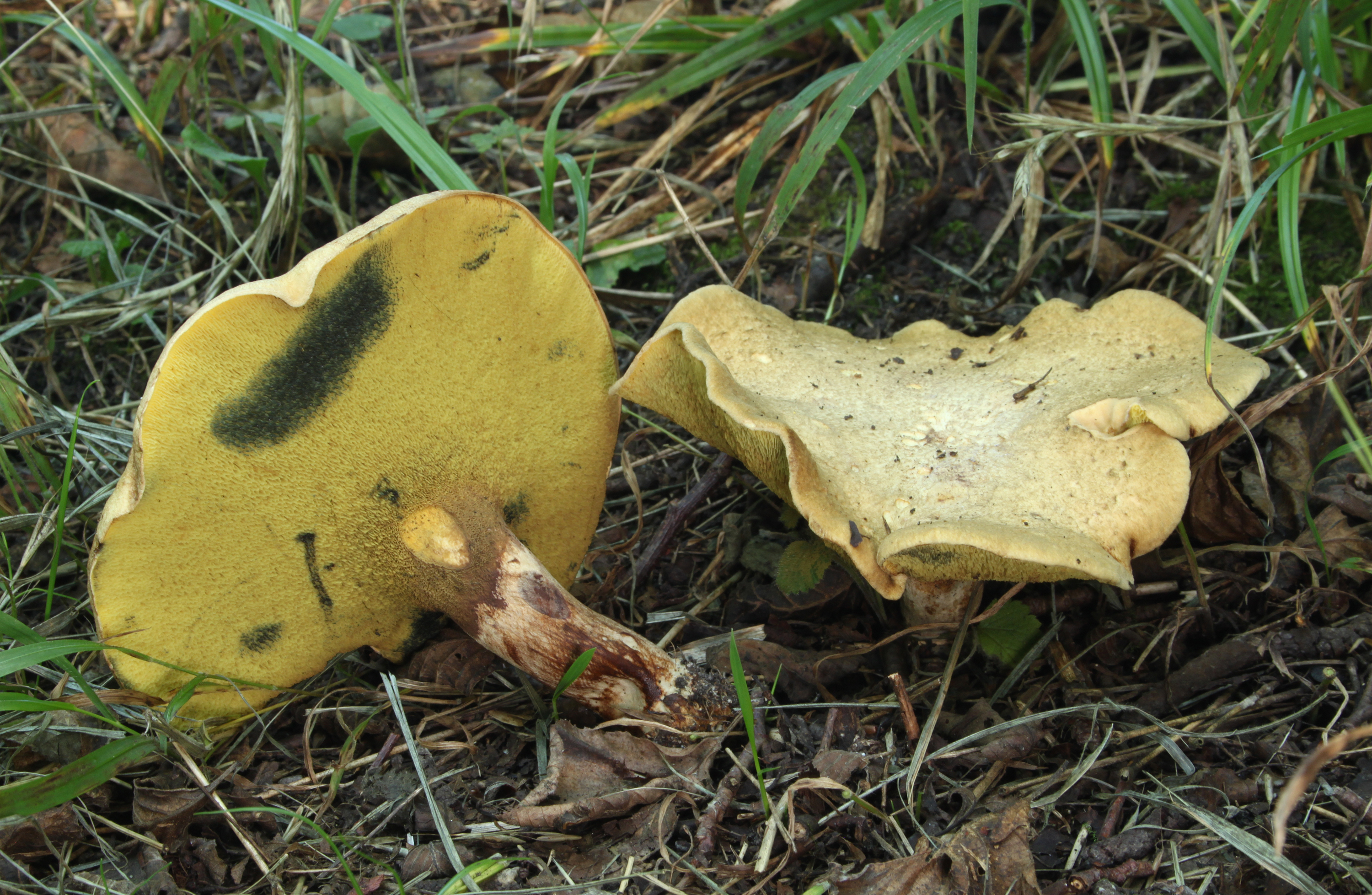
Gyrodon lividus
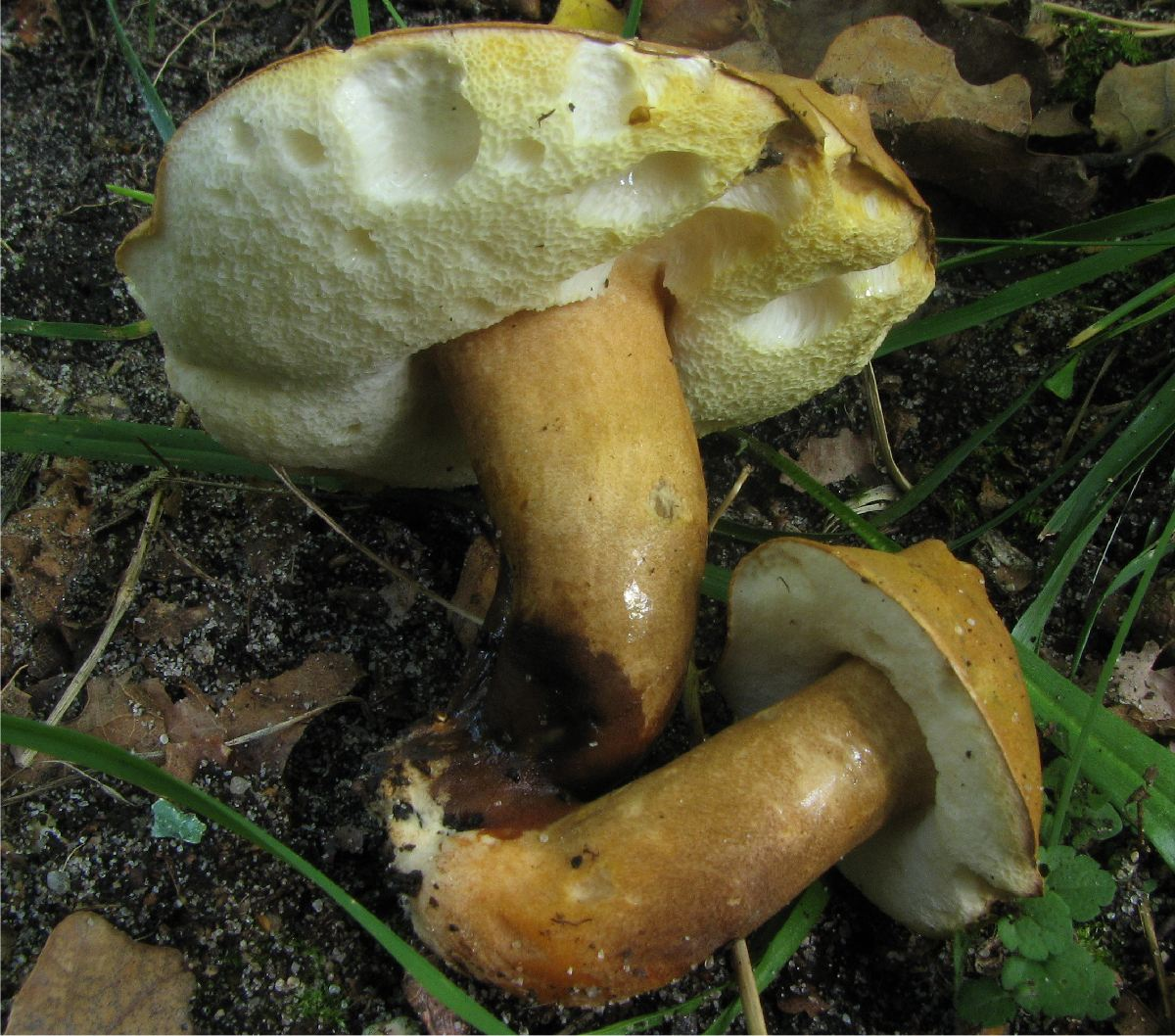
Gyroporus castaneus

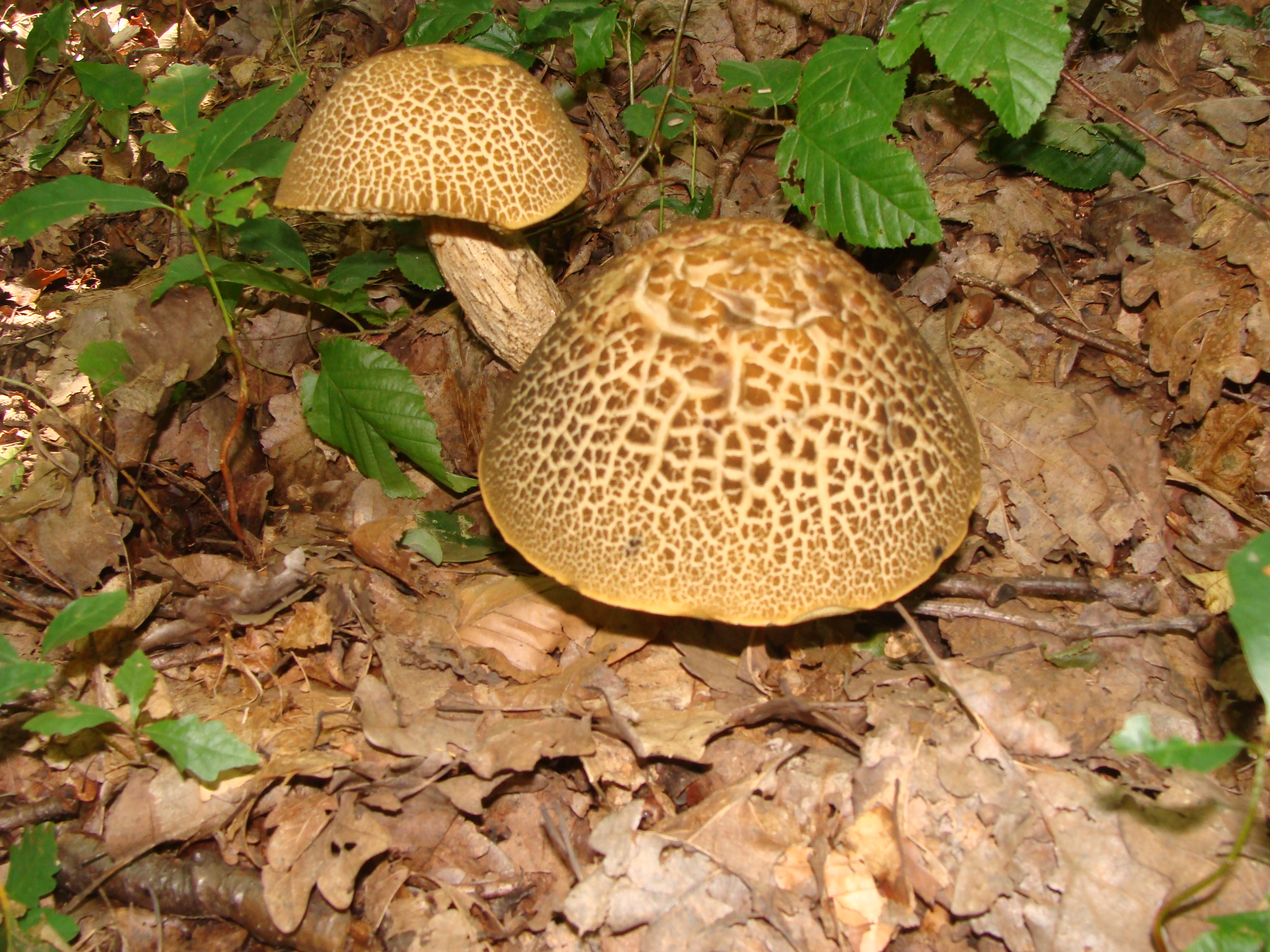
Leccinum crocipodium
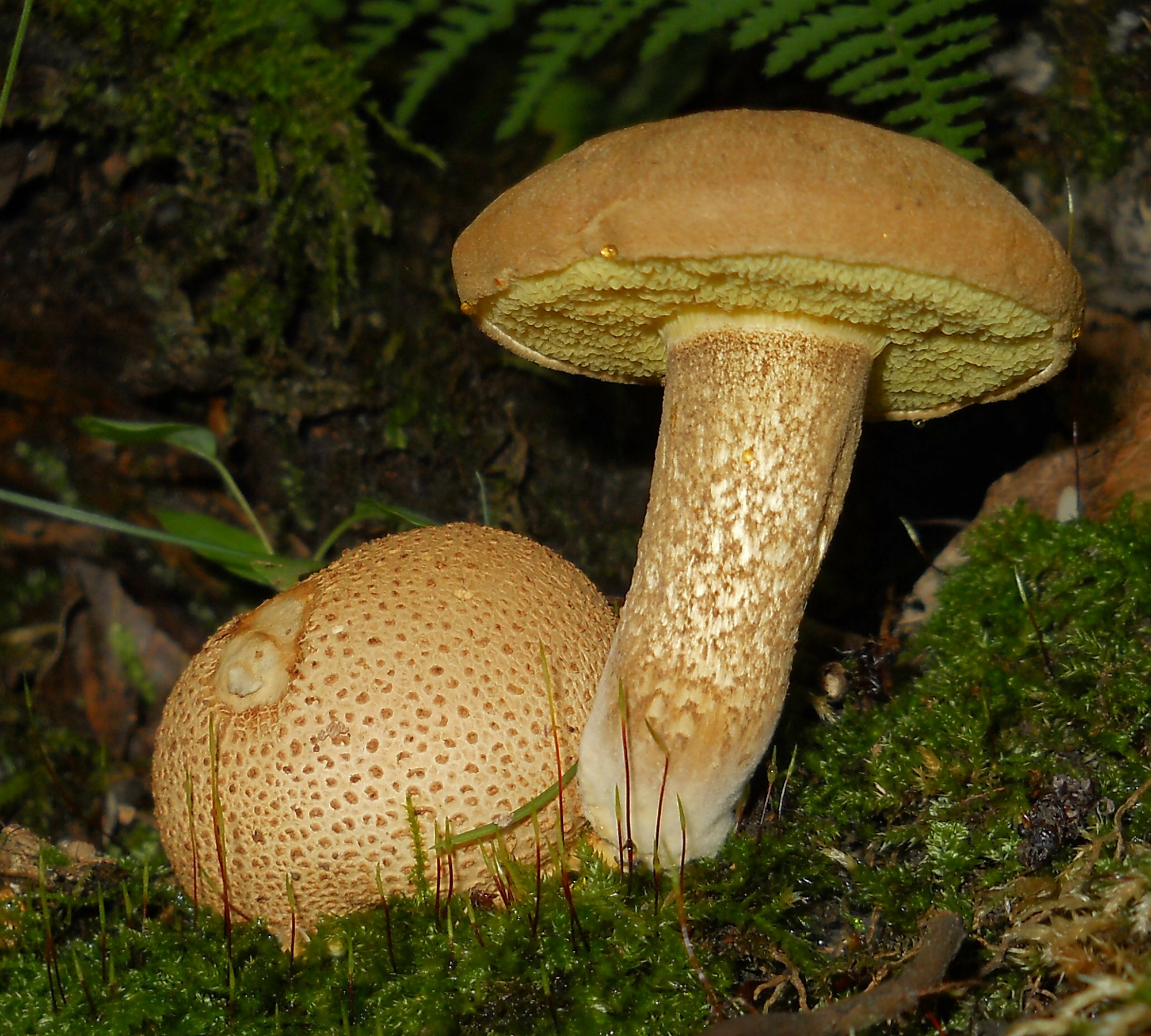
Pseudoboletus parasiticus
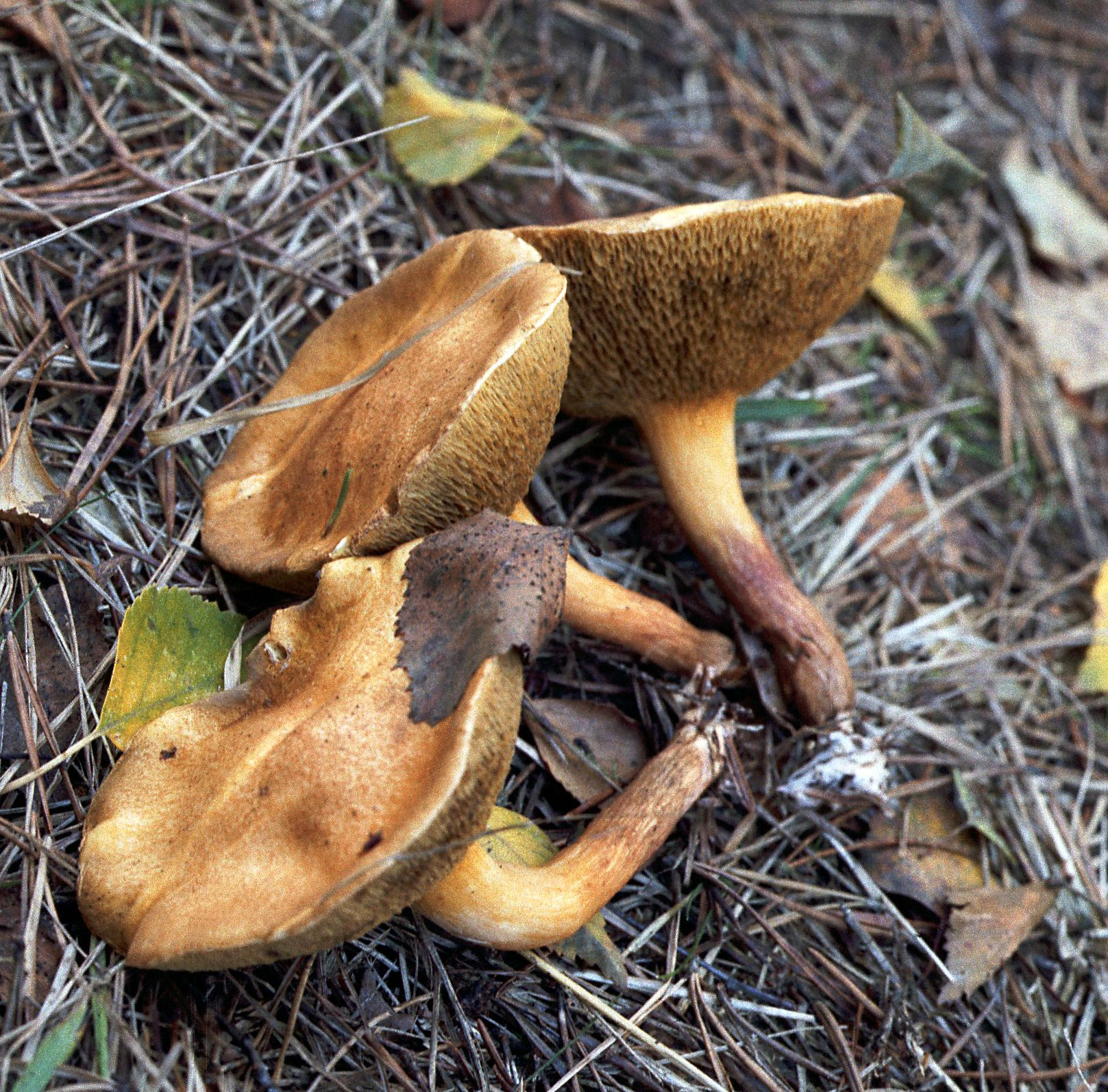
Suillus bovinus
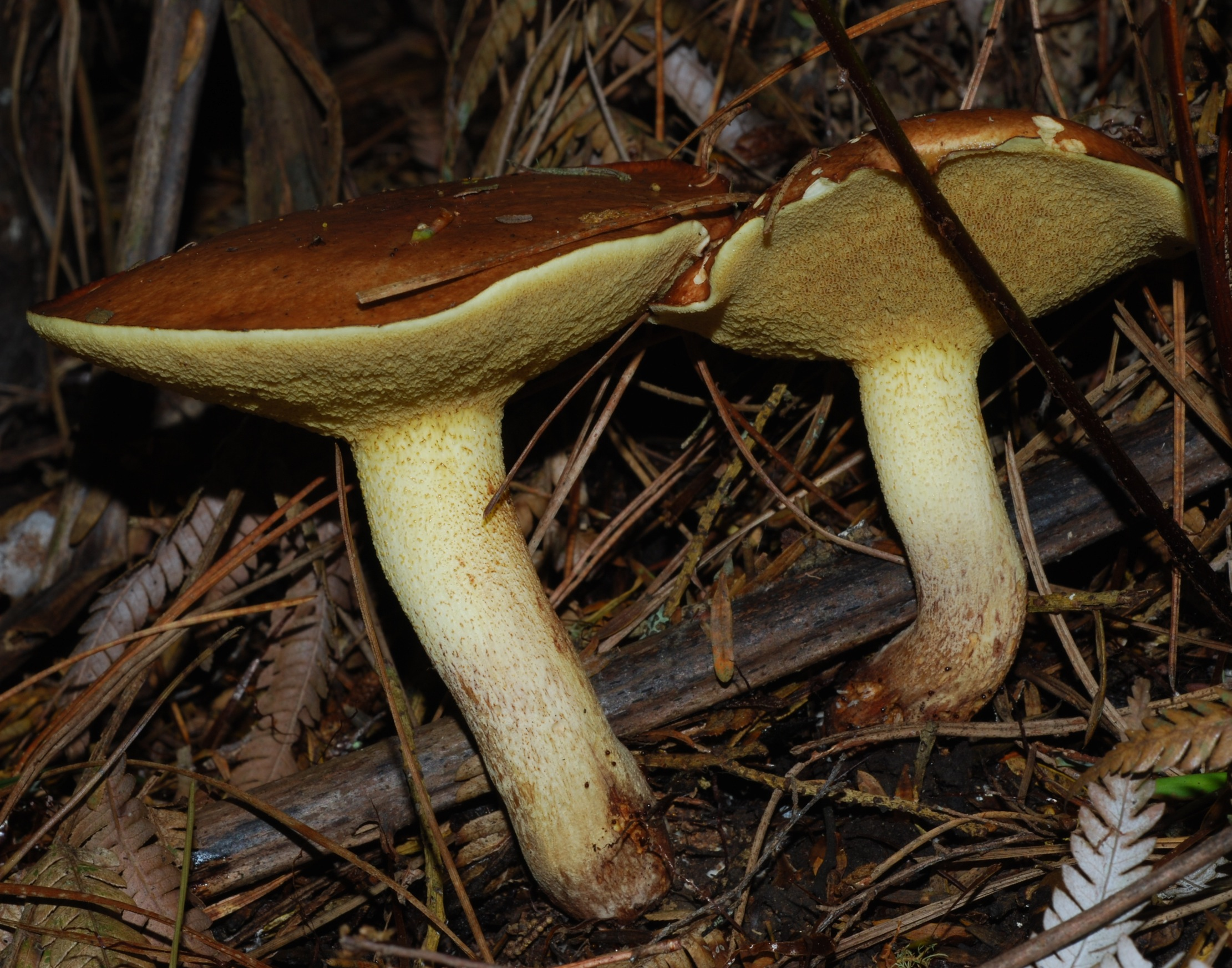
Suillus granulatus
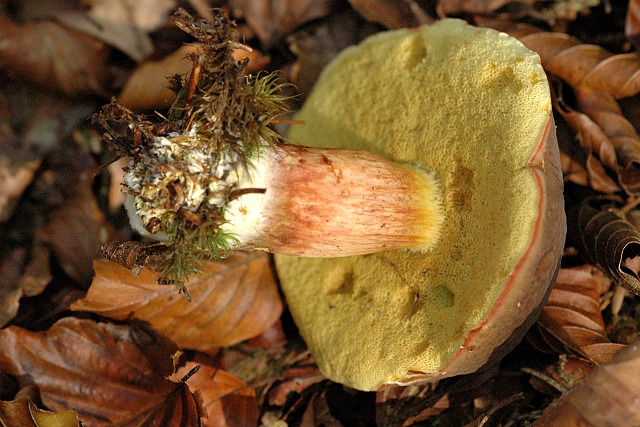
Xerocomellus pruinatus
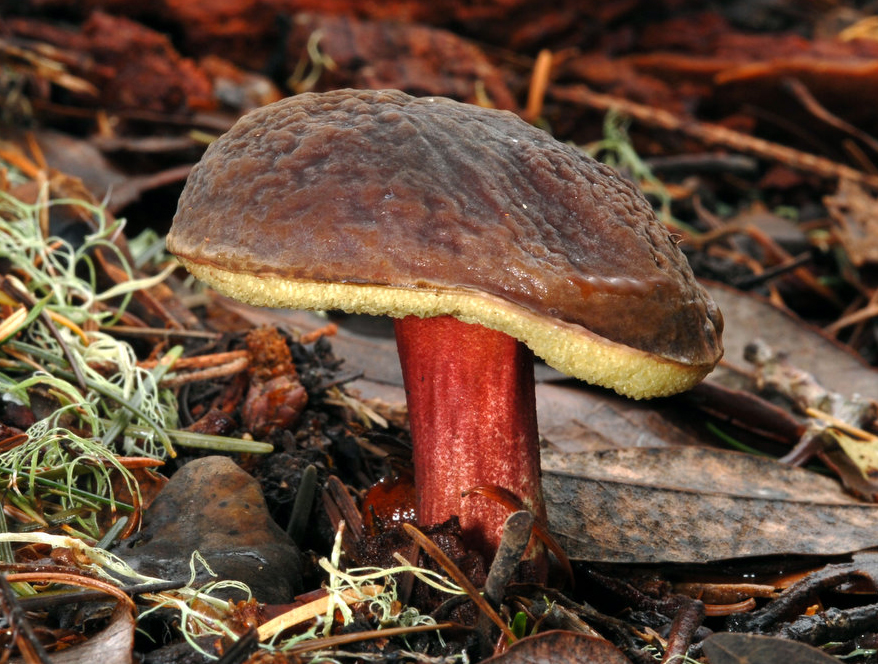
Xerocomellus zelleri
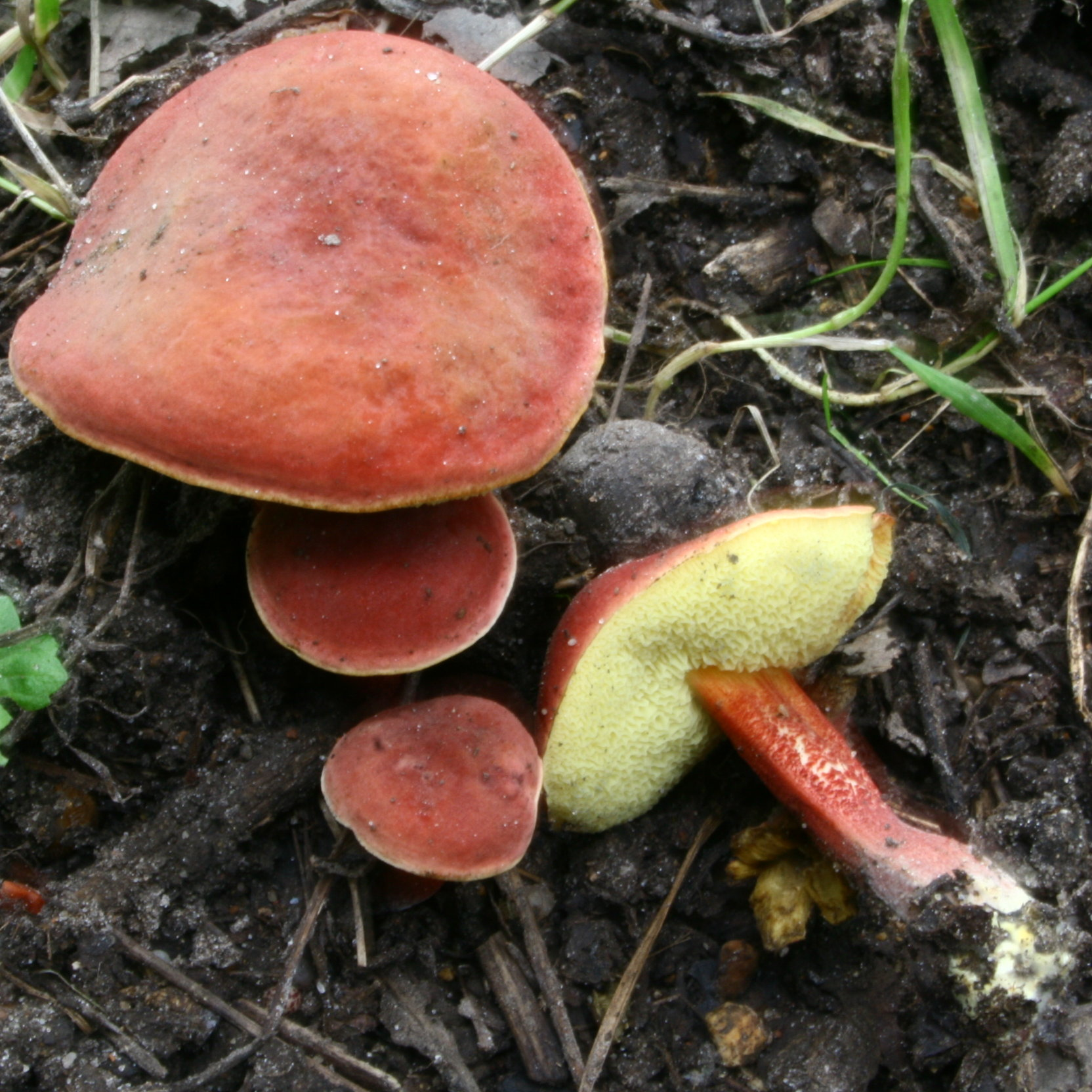
Xerocomus rubellus

## Valorificare
Acest burete este de calitate mediocră. Deși ceva mai mic, el poate fi pregătit în bucătărie ca hribul murg. Cel mai bine se potrivește ca adăugare la alte ciuperci savuroase, preluând gustul și aroma acelora. La exemplare mai bătrâne se îndepărtează porii precum piciorul. Dacă pălăria poate fi stoarsă ușor cu două degete, ciuperca nu mai este utilizabilă pentru bucătărie.

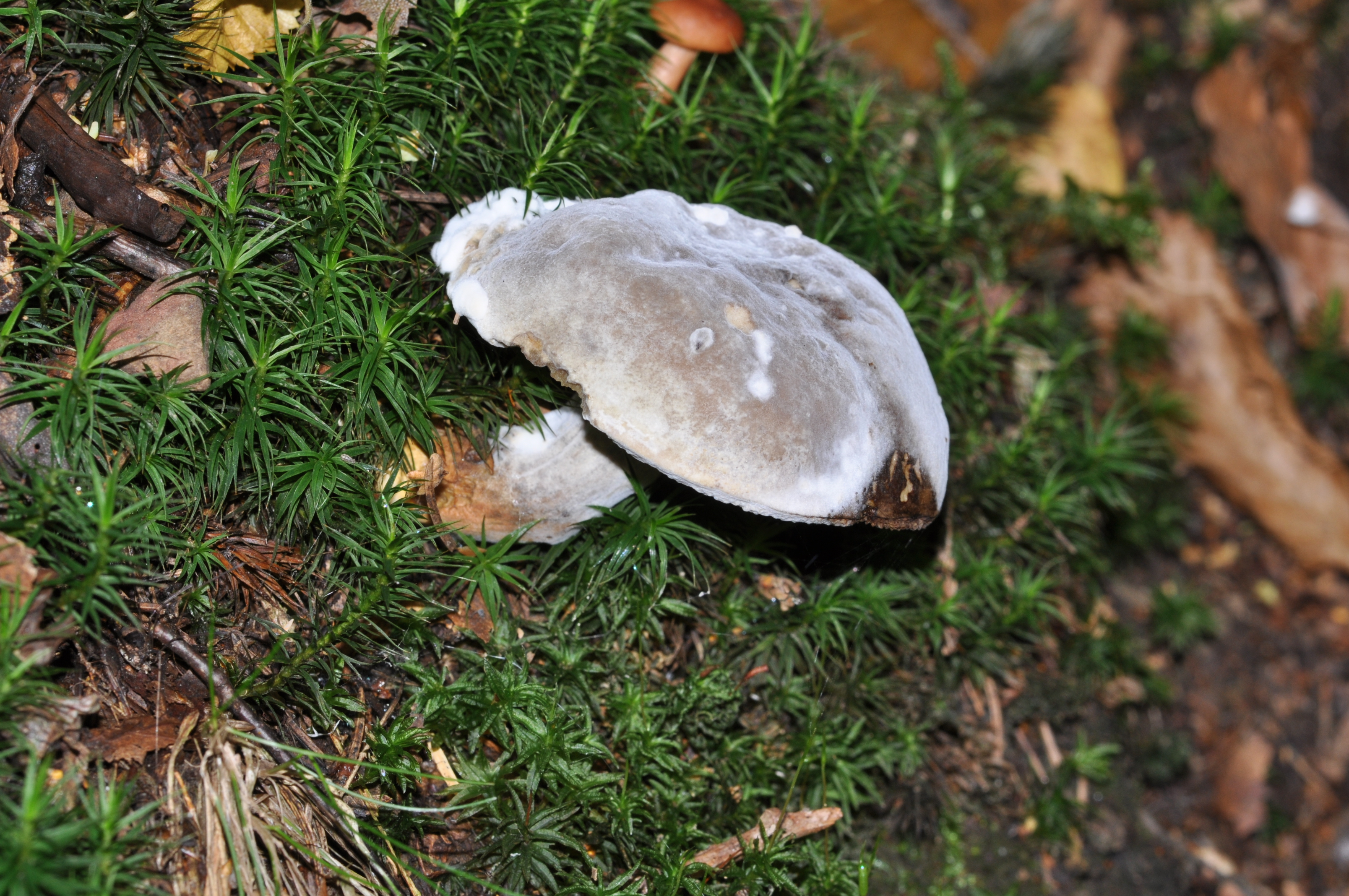
O specie infectată cu Hypomyces chrysospermus